# Navire de défense côtière

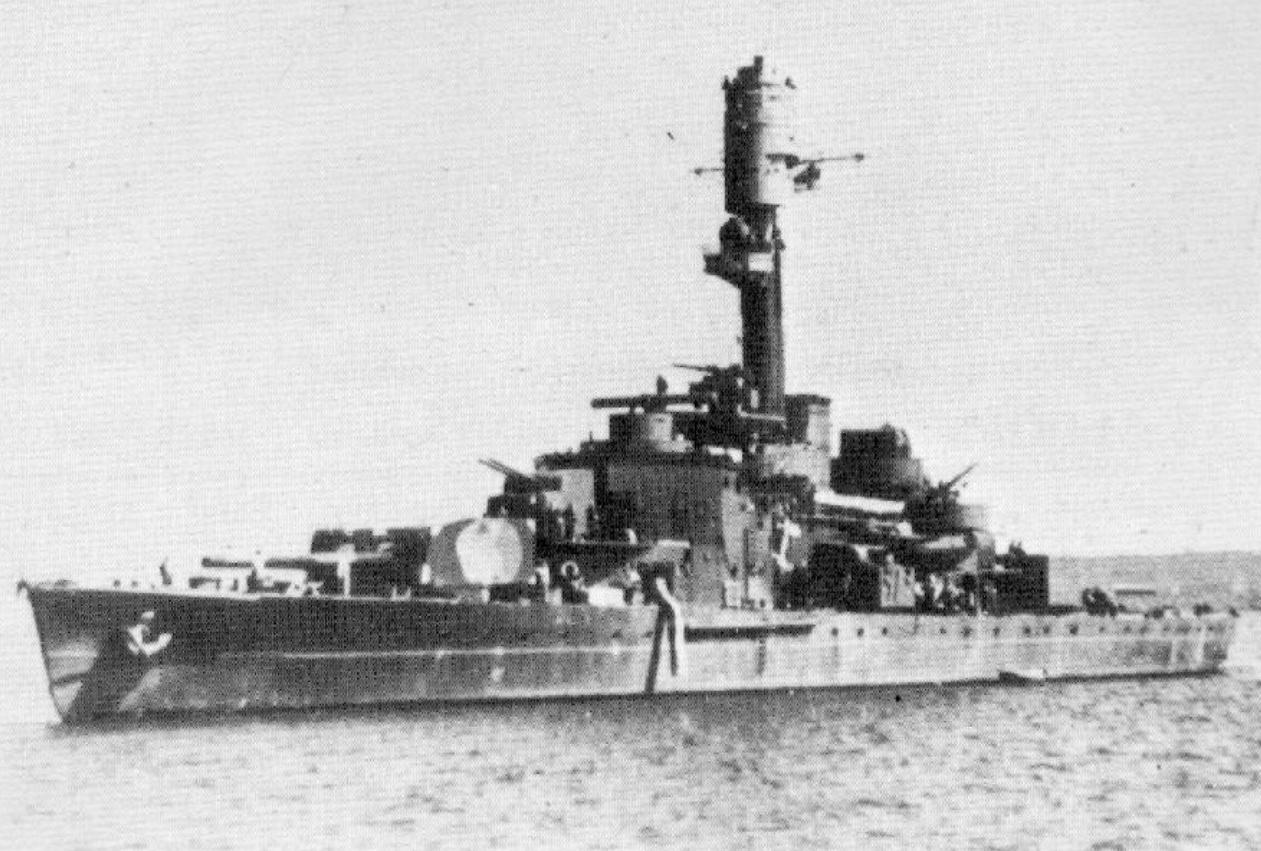
Le Väinämöinen, bâtiment finlandais de défense côtière, en 1938.

Les navires de défense côtière (NDC), également appelés navire de défense portuaire (NDP), sont des navires de guerre polyvalents, qui combinent les tâches de navire patrouilleur, de recherches et sauvetages, de défense des ports, de patrouille des pêches, de minage et déminage ainsi que de guerre électronique.
Plus petit qu'une corvette, mais plus gros qu'un patrouilleur, le NDC compte en moyenne un équipage de 30 à 45 marins.

## Patrouille, défense et pêche
Les NDC sont des navires de guerre mais ils ne sont pas conçus, ni équipés, pour faire face à un autre navire de guerre. Mais pour les navires non armés ou navires civils ils représentent une menace sérieuse. Ils disposent d'équipements électroniques et de capteurs leur permettant de localiser tout navire ou sous-marin dans la zone.
Les NDC disposent d'un petit arsenal équivalent à celui d'un patrouilleur et de contre-mesures.

## Dragage de mines
Étant à l'origine conçus pour cet effet et étant toujours classés dans cette catégorie, les NDC disposent d'équipements pouvant retirer les mines anti-navire et les mines sous-marines. Ils peuvent installer des filets de protection contre les torpilles et les sous-marins.

## Recherche et sauvetage
S'ils peuvent arriver à trouver des mines sous-marines, ils peuvent tout aussi bien trouver des épaves ou des sous-marins en perdition ou un avion qui a coulé. En raison de leur faible tonnage, ils peuvent facilement et rapidement se rendre sur les lieux de recherche.

## Guerre électronique
Non conçus pour le combat, ils peuvent se concentrer sur autre chose, comme l'écoute acoustique et électronique. Ils possèdent une technologie leur permettant d'émettre un champ magnétique dans l'eau, ce qui a pour effet de brouiller les capteurs des sous-marins et d'empêcher les mines magnétiques et les torpilles de trouver une cible.

## Résumé
Les NDC, NDP sont des dragueurs de mines conçus pour un travail moderne et polyvalent. Ils remplacent à eux seuls trois catégories de navires et ils sont présents dans la plupart des marines de moyenne ou faible importance (marine littorale), par exemple en Afrique.

## Dans le monde

### Canada
Les navires de défense côtière (ou NDC) des Forces armées canadiennes appartiennent à la classe Kingston. Le Canada en possède 12, sous le commandant de la marine canadienne. Ce sont de petits navires, construits selon les normes commerciales et armés essentiellement par des personnels de réserve, qui peuvent compter sur un équipage de 28 à 37 membres.
Ils ont comme principale mission la patrouille des côtes, la défense portuaire, l'inspection des navires et la lutte contre les mines. Pour la lutte contre les mines ou l'inspection des navires, les NDC peuvent compter sur des plongeurs ou des sous-marins robots embarqués à leur bord.
D'une longueur de 55 mètres, d'une largeur de 12 mètres et d'un tirant d'eau de 3,5 mètres, déplaçant 970 tonnes, ce sont de petits navires comparés aux frégates. Leur armement consistent en deux mitrailleuses lourdes de calibre .50 (12,7 mm) et un canon à tir rapide Bofords L/60 de 40 mm conçu pour les tirs antiaériens (7 km) et antinavire (10 km).
Au besoin, les équipages des NDC peuvent arraisonner des navires pénétrant sans autorisation les eaux canadiennes ou soupçonnés de faire de la contrebande. De plus, les NDC disposent d'une gamme complète d'équipements de détection radio et électroniques.
Utilisés par la réserve navale et avec tout au plus 5 membres de la force régulière (techniciens spécialisés), ce sont les navires les plus récents de la marine canadienne. Ils sont entretenus par le groupe français Thales.
Le Canada les emploie notamment pour des patrouilles en été dans l'Arctique, pour affirmer sa souveraineté sur une zone sujette à contestations mais aussi pour des missions multinationales de sécurisation dans le golfe de Guinée.

### Pologne
La Pologne dispose de navires de défense côtière dont la modernisation est prévue dans le cadre d'un accord avec l'industriel français DCNS.